# Tjauti
Tjauti war ein hoher altägyptischer lokaler Fürst, der ganz am Ende des Alten Reiches (um 2200 v. Chr.) im 5. oberägyptischen Gau amtierte. Tjauti ist von einer Reihe von Monumenten bekannt, die seine Wichtigkeit bezeugen. Von ihm stammt eine einst etwa 2,2 m hohe Scheintür, die sich bei Khozam in Oberägypten, im 5. Gau fand. Dieses Monument schmückte einst sein Grab und ist aus Grauwacke gearbeitet. Dieses Gestein wird im Wadi Hammamat abgebaut. Allein das Material und die Größe bezeugen die Bedeutung dieser Person. Auf dem Monument trägt er den wichtigen Titel eines Vorstehers von Oberägypten. Tjauti ist auch von einer Felsinschrift bekannt, wo er zusätzlich den Titel geliebter Gottesvater trägt. Weiterhin wird er wahrscheinlich in drei Inschriften aus dem Wadi Hammamat genannt. Die Zuordnung an denselben Tjauti ist in der Forschung umstritten, da er hier mit der Namensvariante Tjauti-iqer erscheint. Die Inschriften stammen von einem gewissen Idi, der mit Sicherheit an das Ende der 8. Dynastie und damit ans Ende des Alten Reiches datiert. Idi berichtet, wie er Steine für Tjauti-iqer bricht, was wiederum außergewöhnlich ist, da in solchen Inschriften meist der König der Vorgesetzte ist, für den Steine gebrochen werden.